# Lutjegastermolenpolder
De Lutjegastermolenpolder is een voormalig waterschap (molenpolder) in de provincie Groningen. Het waterschap is opgericht als de Molenpolder van L.K. de Vries.
Het waterschap was gelegen tussen het dorp Lutjegast en het toenmalige Boterdiep (rond 1930 verbreedt tot het Van Starkenborghkanaal) aan weerszijden van de weg naar Visvliet, de Stationsweg. De molen van het schap stond aan het Hoendiep. 
Waterstaatkundig gezien ligt het gebied ten westen van de weg sinds 1995 binnen dat van het waterschap Noorderzijlvest. Het overige deel ligt sinds 2000 binnen het gebied van het Fryslân.